# Kloster Föhren

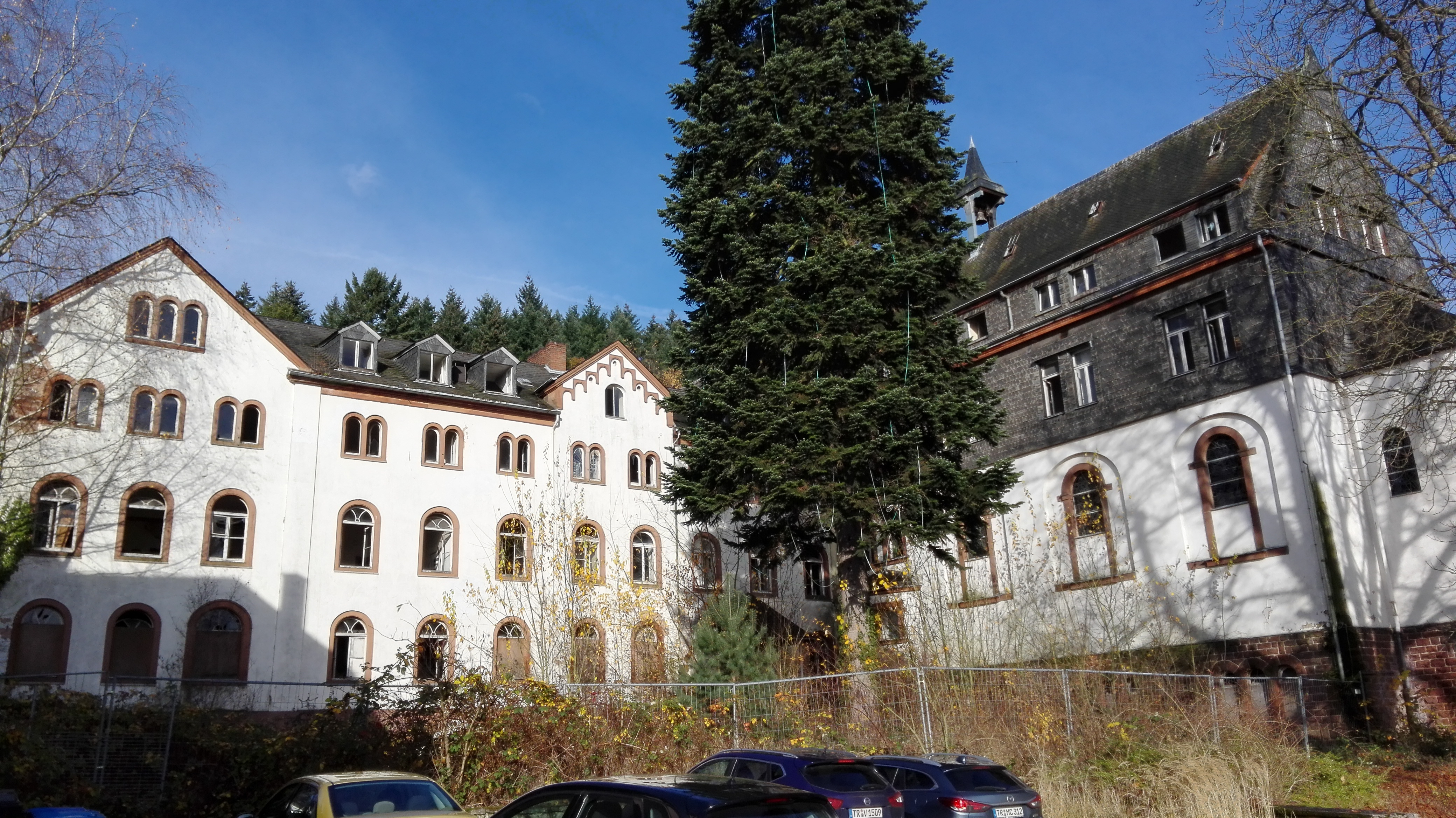
Gebäude von 1868/1877 (links) und 1913 (rechts) im Jahr 2016

Das Kloster Föhren (auch Kloster der Franziskanerinnen von Nonnenwerth) bestand von 1904 bis 1984. Die zentrale Einrichtung war ein Kinderheim. Ein solches befand sich bereits seit 1868 auf dem Areal. Die Hauptgebäude wurden 2017 und 2020 abgerissen.

## Geschichte
Im Jahr 1868 wurde mit dem Bau des Waisenhauses St. Josef auf einem unbebauten Areal westlich des Ortskerns Föhrens begonnen. Vermittelt wurden die Kinder durch die Armenverwaltung Trier. Im Jahr 1877 wurde ein erster Erweiterungsbau errichtet. Franziskanerinnen übernahmen das Gelände 1904, gründeten ein Kloster und führten das Waisenhaus weiter. Sie initiierten einen Erweiterungsbau, der 1911–1913 errichtet und 1918 eröffnet wurde. Bereits im Jahr 1914 hatten sie eine Klosterschule gegründet und 1928 wurde ein Kindergarten auf dem Gelände eröffnet. Nach dem Zweiten Weltkrieg nahmen die Nonnen im Heim schwer erziehbare Mädchen auf. Sie boten auch Ausbildungsplätze im hauswirtschaftlichen Bereich an und betrieben eine mobile Krankenpflege. Das Kinderheim wurde 1977 geschlossen. Die letzten Nonnen verließen das Kloster im Jahr 1984.
Der Schulbetrieb bestand noch bis 1993. Bereits 1922 war die Schule zur Hilfsschule geworden. Im Jahr 1960 war die Schule die erste voll ausgebaute Sonderschule in Rheinland-Pfalz. Das Bistum Trier hatte 1979 die Trägerschaft der Schule übernommen, die seit 1993 in Trier ansässig ist.

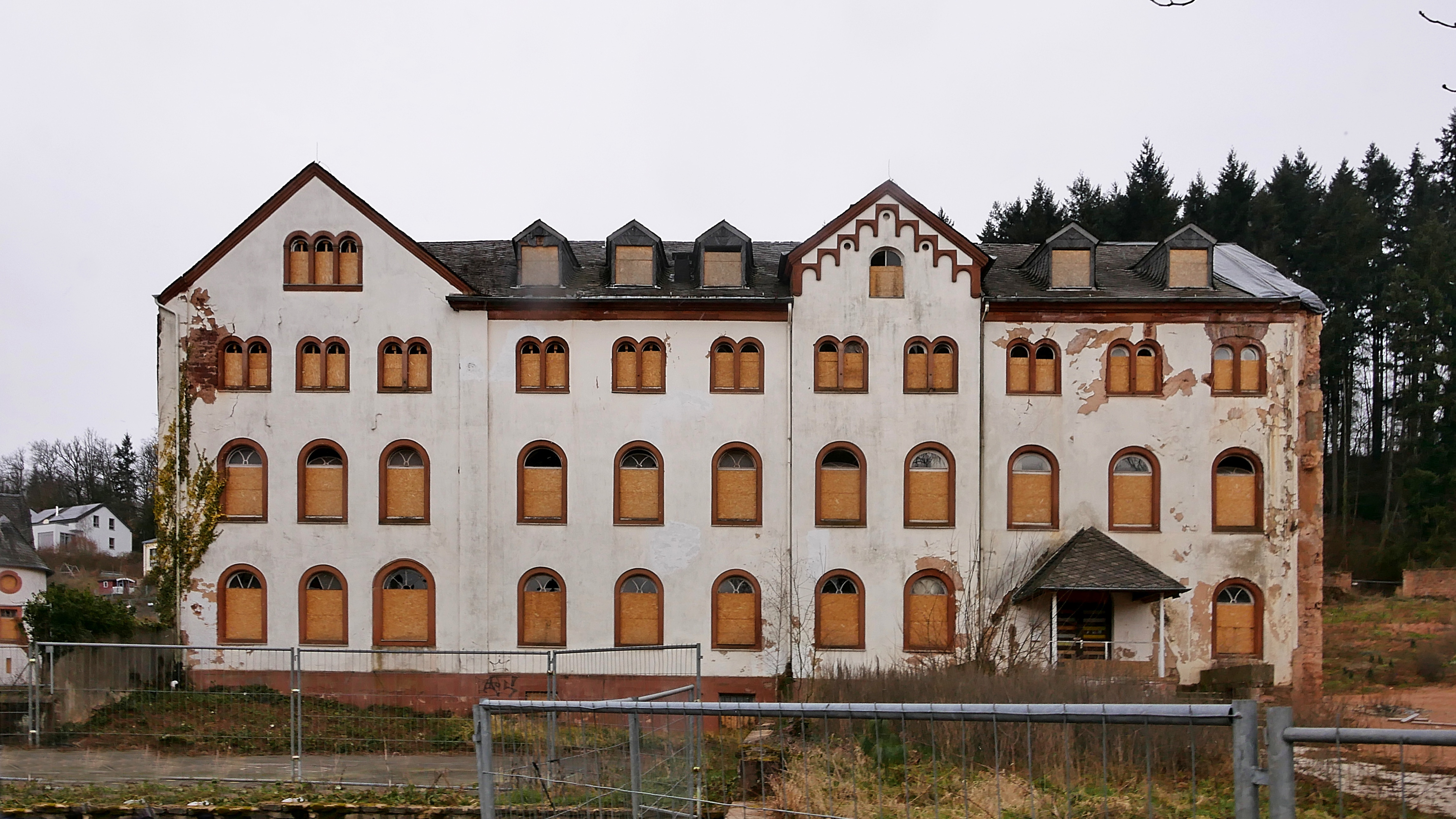
Gebäude von 1868/1877 im Jahr 2018

1989 wurde im ehemaligen Kloster nach einem Besitzerwechsel ein Übergangswohnheim für Spätaussiedler aus der UdSSR bzw. später deren Nachfolgestaaten gegründet. Es wurde 2001 aufgelöst. Die Nebengebäude wurden seit dieser Zeit zu privaten Wohnzwecken genutzt, die Klostergebäude standen seitdem leer. Im Jahr 2013 erwarb die Gemeinde Föhren das Gelände. Der Gebäudetrakt von 1913 wurde wegen Baufälligkeit Anfang 2017 abgerissen. Das denkmalgeschützte Gebäude von 1868/1877 sollte erhalten bleiben. Die Umsetzung eines Projekts mit einem Investor scheiterte 2018. In der Folgezeit beschloss der Gemeinderat, auch für das alte Hauptgebäude wegen Baufälligkeit eine Abrissgenehmigung zu beantragen. Der Abriss wurde 2020 vollzogen. Die Gemeinde hat zwischenzeitlich ein eigenverantwortliches Projekt gestartet. Es soll eine neue Dorfmitte mit Wohnungen, Gewerbe und Aufenthaltsmöglichkeiten entstehen. Ein zentrales Gebäude dort soll sich in seiner Fassade gestalterisch an das Gebäude von 1868/1877 anlehnen.